# レーナ・ヴィッレマルク
レーナ・ヴィッレマルク（Lena Willemark、1960年5月12日 - ）は、スウェーデン伝統音楽のフィドル奏者、歌手、作曲家で、フォークとジャズの要素を組み合わせている。
ダーラナ地方のエルブダーレンで生まれたヴィッレマルクは、この地域のフォーク・ミュージックとともに育った。1970年代にはストックホルムでジャズにも触れた。彼女はフリーフォート、エンテリ、エリーゼ・アイナルズドッテル、作曲家のカリン・レーンクヴィストなどのグループとコラボレーションしてきた。彼女はアレ・メッレルと『ノルダン』を録音し、1994年にグラミス賞とドイツ・シャルプラッテン批評賞を受賞した。1998年に欧州文化首都ストックホルムの委嘱を受け『ウインドグール』を作曲し演奏した。
ヴィッレマルクは数十年にわたり、ジャズ・ミュージシャンや他のアーティストとのコラボレーションを通じて活動の幅を広げてきた。スウェーデン王立音楽アカデミーの会員でもあり、スウェーデン国内や海外の舞台で頻繁に演奏している。

## ディスコグラフィ

### リーダー・アルバム
- När som gräset det vajar (1989年)
- Secrets Of Living (1989年) ※with エリーゼ・アイナルズドッテル・アンサンブル
- Månskratt (1990年) ※with グルーパ
- 『ノルダン』 - Nordan (1994年、ECM) ※with アレ・メッレル
- 『アグラム』 - Agram (1996年、ECM) ※with アレ・メッレル
- 『ウインドグール』 - Windogur (2000年)
- 『エルヴダーレンズ・エレクトリスカ』 - Älvdalens Elektriska (2006年)
- 『北風の組曲』 - The Nordan Suite (2014年) ※with アレ・メッレル、ハンス・エーク、ヴェステロース・シンフォニエッタ
- Trees of Light (2015年) ※with アンデルス・ヨルミン、中川果林
- Blåferdį (2016年)
- 『踊り〜バッハ、ヘンリソン、サンドストレム』 - Dansa (2016年) ※with セシリア・シリアクス

### フリーフォート
- Frifot (1991年) ※Lena Willemark/Ale Möller/Per Gudmundsson名義
- Musique des vallées scandinaves (Suède - Norvège) (1993年) ※with カーステン・ブラテン・バーグ
- 『イエルヴェン』 - Järven (1996年)
- Frifot (1999年、ECM)
- Sluring (2003年)
- 『フリート〜揺蕩う (たゆとう)』 - Flyt (2007年)

### エンテリ
- Enteli (1994年)
- Live (1997年)

### 参加アルバム
- エクトル・ザズー : 『コールド・シー』 - Songs from the Cold Seas (1994年)
- エリーゼ・アイナルズドッテル・アンサンブル : 『センセス』 - Senses (1995年)
- アレ・メッレル : Hästen och Tranan (1996年)
- ヨハン・ヘディン : 『天使の島々』 - Angel Archipelago (1998年)
- リタ・マルコチュリ : Koinè (2002年)
- アンデルス・ヨルミン : 『イン・ウィンズ、イン・ライト』 - In Winds, In Light (2003年、ECM)
- カーステン・ブラテン・バーグ : Stemmenes skygge (2005年、Heilo) ※with マリリン・マズール
- Various Artists : Finlir och Gold ※コンピレーション
- Various Artists : Varjehanda folkmusik (Musica Sveciae 3)
- Various Artists : Lockrop & vallåtar (Musica Sveciae 8)
- Various Artists : Blod, lik & tårar (Musica Sveciae 19)
- Various Artists : Folkmusik i förvandling (Musica Sveciae 25)
- Various Artists : Visfolk och tralltokar
- Various Artists : Carl Michael Bellman
- Various Artists : Folksamling